# André Jacob (militare)
André Étienne Albert Jacob (Corenc, 14 aprile 1909 – golfo di Guinea, 9 novembre 1940) è stato un militare e aviatore francese, particolarmente distintosi nel corso della seconda guerra mondiale. Decorato con l'Ordre de la Libération, e della Croix de guerre 1939-1945 con tre palme. Mort pour la France.

## Biografia
Nacque il 14 aprile 1909 alla Croix de Montfleury a Corenc, nell'Isère, figlio di Charles François Étienne  e di d’Adrienne Laurence Bouvier.  Nel 1919 iniziò gli studi [presso il liceo di Hanoi, nel Tonchino, e nel 1922 ritornò in Francia iscrivendosi al Liceo di Tolosa dove ottenne il baccalauréat nel 1928. Fece allora domanda di ammissione sia presso la École normale supérieure che alla École polytechnique, sostenendo gli esami nel mese di marzo presso il centro di esami di Tolosa. Accettato da entrambi gli istituti, optò per la École polytechnique di Parigi, dove entrò il 1 ottobre 1928. Nel 1930 si fidanzò con la signorina Jean Marie Adèle Leyret. Nel luglio del 1930, dopo essersi laureato all'École polytechnique, per il suo anno di servizio militare nell'Armée de terre, scelse l'Aéronautique Militaire ed entrò alla Scuola di addestramento dell'aeronautica militare di Versailles, venendo promosso sottotenente il 1 ottobre 1930. Ottenne il brevetto di osservatore dall'aeroplano il 18 luglio 1931. Si congedò il 1 ottobre dello stesso anno, venendo poi promosso tenente della riserva il 1 ottobre 1932. Dal 1931 al 1937 lavorò come ingegnere industriale, prima in Francia a La Courneuve, presso la Société Générale de Constructions Mécaniques, poi in Marocco presso la Société Marocaine de Distribution Electrique di Casablanca. Durante questo periodo, proseguì gli studi universitari. Nello stesso semestre presso la Facoltà di Scienze di Parigi, un evento raro tra gli studenti universitari, ottenne i tre certificati fondamentali in calcolo integrale e differenziale, meccanica razionale e fisica generale. Si dedicò anche a calcoli personali di termodinamica, relativi al campo dei motori a reazione. Durante questo periodo di attività professionale,  intraprese anche diversi periodi di addestramento militare a Digione, Villacoublay, Chartres e poi in Marocco, a  Meknès e Casablanca.
Nella primavera del 1937, le sue convinzioni filosofiche e sociali, così come le sue profonde convinzioni religiose, lo condussero verso il sacerdozio, ed entrò nel Seminario Carmelitano di Rue d'Assas a Parigi. Con il precipitare della situazione internazionale, il 25 agosto 1939 fu mobilitato come tenente di riserva qualificato, osservatore dall'aeroplano, e assegnato al Groupe Aérien d'Observation n° 504 di Chartres. A quel tempo, aveva accumulato 93 ore di volo.
Il 3 settembre 1939, la Francia, seguendo la Gran Bretagna, dichiarò guerra alla Germania dopo la sua invasione della Polonia.
L'8 febbraio 1940, fu proposto dal suo superiore per la promozione a capitano, ma la richiesta fu respinta. Il 10 maggio dello stesso anno, dopo otto mesi di attesa, in un periodo noto come "Strana guerra", l'esercito tedesco  lanciò l'offensiva (Fall Gelb) per invadere la Francia settentrionale dopo aver attraversato i confini del Belgio e del Lussemburgo. Questo fu l'inizio della battaglia di Francia.
Il 21 maggio 1940 fu trasferito al Groupe de Reconnaissance GR I/14, dotato dei ricognitori Potez 63-11, dove incontrò Marcel Morel, un mitragliere radiotelegrafista, con il quale avrebbe fatto coppia. I due combatterono nel settore di Anversa, al confine tra Paesi Bassi e Belgio, parteciparono alla battaglie di Dunkerque (Operazione Dynamo), e poi si spostarono nella Francia orientale, operando nella Champagne, e quindi nei settori della Loira e del Massiccio Centrale. Fu citato all'ordine del giorno della Brigata aerea.
Il 17 giugno 1940, il  Maresciallo di Francia Philippe Pétain durante un discorso radiofonico invitò alla cessazione delle ostilità e a deporre le armi. Il 22 giugno 1940, quando la Francia firmò un armistizio con la Germania a Compiègne, egli si trovava a Bergerac, in Dordogna, con il GR I/14. Il giorno dopo lui, e due suoi compagni, Marcel Morel e il sottotenente pilota Daniel Neumann, rifiutando la sconfitta dell'esercito francese, elaborarono un piano per lasciare la Francia e continuare a combattere a fianco degli inglesi. Il 24 giugno i tre salirono su un Potez 63-11 e una volta decollati si diressero in volo verso la Gran Bretagna dove, dopo un volo di 700 km, atterrarono sull'aeroporto di Christchurch. Il 25 giugno con il loro aereo giunsero alla base RAF St. Athan, nei pressi di Cardiff, Galles, dove si stavano raggruppando gli aviatori belgi e francesi arrivati in Inghilterra. La base, una delle più moderne della Gran Bretagna, era al comando del commodoro J.D. Boyle. Dopo essere stato interrogato sulle sue intenzioni, in risposta all'appello lanciato dal generale di Brigata Charles de Gaulle, decise di entrare nelle Forces aériennes françaises libres con il numero di matricola 30.254. Il 17 luglio, dopo una attenta visita medica, fu dichiarato idoneo al servizio nella Royal Air Force britannica insieme a Raymond Roques e all'amico Marcel Morel. Il giorno dopo i tre vennero assegnati come mitraglieri al No.149 Squadron RAF equipaggiato con i bombardieri bimotori Vickers Wellington, eseguendo la loro prima missione bellica, un bombardamento nel settore di Rothenburg a 60 km a sud-ovest di Amburgo. Le 2 luglio partecipò ad un'altra missione di bombardamento, questa volta contro la stazione ferroviaria di Schwerte a 10 km a sud di Dortmund, il 29 dello stesso mese ad una diretta contro un complesso industriale nel settore di Amburgo, e poi ad un'altra contro una officina della stazione ferroviaria di Colonia.  Il 31 luglio apprese dai giornali inglesi di essere stato condannato a morte in contumacia dal governo di Vichy.
Il 1 agosto prese parte ad un bombardamento contro una officina a Kamen, 10 km ad ovest di Dortmund, e il giorno 7 ad uno contro  le fabbriche di Homburg, situate a 40 km a nord-est di Sarreguemines, ma la missione fu annullata quando gli aerei erano già in volo.  Il giorno 13 agosto prese parte a una missione di bombardamento contro una fabbrica di Hamm, sita 40 km a nord-est di Dortmund, e poi a una contro le fabbriche di Soest, situate 40 km a ovest di Dortmund. Il 16 agosto effettuò l'ultima missione con il No.149 Squadron RAF, un bombardamento contro le fabbriche di Koleda, in Germania. Il giorno dopo i tre aviatori francesi lasciarono il reparto su richiesta dello stato maggiore della FAFL per raggiungere la scuola di volo franco-belga di Odinham.
Venuto a conoscenza che il comandante Lionel de Marmier era alla ricerca di volontari per una missione di cui non poteva rivelare la destinazione, si offrì volontario, e si ritrovò assegnato in qualità di navigatore alla  2ème Escadrille de bombardement del Groupe Mixte de Combat n°1 (GMC1). Il 30 agosto il centinaio di uomini del GMC 1, composta da 4 escadrille lasciarono Odinham per il porto di Liverpool per prendere parte alla Operazione menace. Il 31 agosto si imbarcò sulla nave olandese SS Pennland che salpò, inserendosi in un convoglio navale (Forza M) diretto verso una destinazione ignota. Il 23 settembre le navi apparvero davanti al porto di Dakar, dove il tentativo di sbarco delle forze della Francia Libera fu respinto. Le navi si diressero quindi per Freetown, in Sierra Leone, e poi raggiunsero Douala, in Camerun (Africa Equatoriale Francese), dove sbarcarono l'8 ottobre. Dopo che le colonie di Congo, Ciad e Camerun avevano aderito alla Francia Libera, de Gaulle decise di iniziare una campagna contro il Gabon, rimasto fedele al governo di Vichy.
Il 9 novembre egli, insieme al sergente maggiore Jacques Le Guyader e al maresciallo Maurice Teazzer, decollò alle 6:00 da Douala a bordo di un Bristol Blenheim (N-3623) per effettuare una ricognizione nella regione di Libreville con il lancio di volantini sopra la città. L'ultimo messaggio radio proveniente dal velivolo fu captato al posto di Cambo, alla frontiere con la Guinea spagnola, e poi aereo scomparve in volo. Nonostante le ricerche il relitto non fu mai ritrovato. L'ipotesi più probabile è che il bombardiere sia andato perso in mare nei pressi di Capo St. John, teatro di tornado e maltempo costante. È anche possibile che l'aereo sia stato abbattuto dalla contraerea spagnola.
Il21 giugno 1941, fu nominato postumo Compagnon dell'Ordre de la Libération. Il suo nome è inciso sul monumento commemorativo dell'École Polytechnique situato nel cortile del Ministero della Ricerca, 21 rue Descartes a Parigi.

### Annotazioni
1. ↑  L'ultima cartolina di André, indirizzata a suo padre, il professor Charles Jacob, diceva: "Non sentirete più parlare di me per molto tempo. Vado dove il mio dovere sembra chiamarmi".
2. ↑  Il GMC1 eera composto da 4 squadriglie: la escadrille de chasse n°1 con due caccia 2 Dewoitine D.520, la escadrille n°2 de bombardement con sei bombardieri Bristol Blenheim, e le escadrilles n°3 e n°4 de reconnaissance dotate ognuna di sei aerei da ricognizione Westland Lysander e una sezione con due aerei da collegamento Caudron Luciole.

### Fonti
1. 1 2 3 4 5 6 7 8 9 10 11 12 13 14 15 16 17 18 19  Ordre de la Liberation.
2. ↑  Leonore.
3. 1 2 3 4 5 6 7 8 9 10 11 12 13 14 15 16 17 18 19 20 21 22 23 24 25  Fondation de la France Libre.
4. 1 2 3 4 5  Français Libres.
5. 1 2 3 4 5  Français Libres.
6. 1 2  Memoires de guerre.